# MAZ-6317
MAZ-6317 est un camion militaire russe tout-terrain produit depuis le début des années 1990 par MAZ.

## Histoire
Il a été développé à la fin des années 1980 sur les instructions du ministère de la Défense de l'URSS .
La production a commencé en 1993.
Des véhicules de pré-production (équipés d'un moteur TMZ-8424 produit par l'usine de moteurs de Tutaevsky d'une capacité de 425 ch) ont été testés dans diverses conditions climatiques et en 1996 ont été mis en vente.
En 1998, les 12 premiers châssis MAZ-6317 ont été transférés aux forces armées du Bélarus. Après l'achèvement des essais en usine et sur le terrain, en 2001, il a été décidé de fournir la MAZ-6317 aux forces armées du Bélarus.
En mars 2016, un accord a été signé sur la production d'assemblage de camions MAZ-6317 à Tcherkassy, dans la filiale de la société Bogdan , Automobile Assembly Plant No. 2 (sous le nom de Bogdan-6317). Par la suite, la société de Kiev NPO Praktika CJSC a maîtrisé la fabrication d'une version blindée du MAZ-6317 (avec une cabine blindée de sa propre conception et une protection du corps).
Il est en service dans les forces armées du Bélarus, de la fédération de Russie, de l'Azerbaïdjan et est également utilisé par les services d'incendie et d'autres organisations civiles de ces pays.

## Modèles modifiés
- MAZ-6317 - armée aéroportée
- MAZ-6417 - transporteur de bois
- MAZ-6425 - tracteur routier
- MAZ-6517 - camion à benne basculante
- MAZ-5316 - Militaire à deux essieux (disposition des roues 4x4)
- Bogdan-63172 - une variante de MAZ-6317 avec un moteur 4 temps 6 cylindres WP10.380E32 fabriqué en Chine, présenté en 2017